# マイティメディア
マイティメディアは、台湾のホームビデオ出版社。1999年7月1日、英語教材・児童用教材等を出版するアスターメディアプロダクションズ（滿天星傳播有限公司、Astar Media Productions Co., Ltd.）より分社化され、台北県板橋市（現新北市板橋区）に設立された。
現在の商品は日本のアニメ、特撮が中心となっているが、一般の映画等も数多く翻訳し、販売している。
また、中国語圏における代理ライセンサーとしても機能しており、台湾、香港、中国大陸、マレーシア、シンガポール等での日本の映像作品のライセンス活動を行っている。

## 翻訳作品

### アニメ
- 守護甜心（しゅごキャラ!）
- 戰國BASARA（戦国BASARA）
- 虎與龍（とらドラ!）
- 東之伊甸（東のエデン）
- 鐵馬少年（Over Drive）
- 蒼天之拳（蒼天の拳）
- 戀姬†無雙（恋姫†無双）
- 狼與辛香料（狼と香辛料）
- 潘朵拉之心（PandoraHearts）
- 浪漫追星社（宙のまにまに）
- 天才麻將少女（咲-Saki-）
- 學生會長是女僕（会長はメイド様!）
- 藥師寺涼子怪奇事件簿（薬師寺涼子の怪奇事件簿）
- 四葉遊戲（クロスゲーム）
- 水晶之焰（クリスタル ブレイズ）
- S·A特優生（S・A）
- 魔法少女加奈（まじかるカナン（TV版））
- 火影忍者（NARUTO -ナルト-）
- Keroro軍曹（ケロロ軍曹）
- 死亡筆記本（DEATH NOTE）
- 灼眼的夏娜（灼眼のシャナ）
- 今日大魔王（今日からマ王!）
- 舞-乙HiME
- 舞-HiME
- 棒球大聯盟（MAJOR）
- 光之美少女（ふたりはプリキュア）
- 天使心（エンジェル・ハート）
- 交響詩篇艾蕾卡7（交響詩篇エウレカセブン）
- 校園迷糊大王（スクールランブル）
- 蜂蜜幸運草（ハチミツとクローバー）
- 魔兵傳奇MAR（MÄR）
- 光速蒙面俠21（アイシールド21）
- 魔法少女砂沙美（魔法少女プリティサミー）
- 嬉皮笑園（ぱにぽにだっしゅ!）
- 涼風
- 英国恋物語 艾瑪（英國戀物語エマ）
- 熱拳本色（リングにかけろ1）
- BECK搖滾新楽団（BECK）
- From I"s（I"s）
- I"s Pure（I"s Pure）
- 音速小子X（ソニックX）
- 棋霊王（ヒカルの碁）
- 犬夜叉
- 闘牌伝説（闘牌伝説アカギ 〜闇に舞い降りた天才〜）
- 機動新撰組（機動新撰組 萌えよ剣 TV）
- 風人物語
- 双恋2（フタコイ オルタナティブ）
- 双恋（双恋）
- 陰陽大戦記（陰陽大戦記）
- 魔法咪路咪路（わがまま☆フェアリー ミルモでポン!）
- 玻璃仮面（ガラスの仮面）
- 植木的法則（うえきの法則）
- 幽遊白書（幽☆遊☆白書）
- 馳風！競艇王（モンキーターン）
- 馳風！競艇王V（モンキーターンV）
- 学園愛麗絲（学園アリス）
- 月詠（月詠 -MOON PHASE-）
- 吟遊黙示録（吟遊黙示録マイネリーベ）
- 天地無用GXP（天地無用! GXP）
- 南国少年（南国少年パプワくん
- 機獣超世紀（ゾイドフューザーズ）
- 快楽小丸日記（ぐるぐるタウンはなまるくん）
- 危険調査員（MASTERキートン）
- 麻辣教師GTO（GTO）
- 我們的仙境（まほらば）
- 美鳥伴身邊辺（美鳥の日々）
- 笑園漫画大王（あずまんが大王）
- 修羅之刻（陸奥圓明流外伝 修羅の刻）
- 詩片（うた∽かた）
- 桜桃小丸子（ちびまる子ちゃん）
- 忘却的旋律（忘却の旋律）
- 天地無用魎皇鬼（天地無用!魎皇鬼）
- ToHeart 青春紀事（To Heart 〜Remember my Memories〜）
- 夏色的砂時計（夏色の砂時計）
- 変身偵探（シンデレラボーイ）
- 純愛物語（True Love Story Summer Days, and yet...）
- 魔法使的条件（魔法遣いに大切なこと）
- 哨声響起（ホイッスル!）
- 狗狗向前走（まっすぐにいこう。）
- 妹妹公主（シスター・プリンセス）
- 妹妹公主RePure（シスター・プリンセス RePure）
- 小小雪精霊（ちっちゃな雪使いシュガー）
- 超能奇兵（スクライド）
- 幻想魔伝最遊記（幻想魔伝 最遊記）
- 朝霧的巫女（朝霧の巫女）
- 陸上防衛隊（陸上防衛隊まおちゃん）
- 成恵的世界（成恵の世界）
- 奇天烈大百科（キテレツ大百科）
- 麵包超人（それいけ!アンパンマン）
- 愛你宝貝（愛してるぜベイベ★★）
- 鈴鐺貓娘（デ・ジ・キャラット）
- 烏龍派出所（こちら葛飾区亀有公園前派出所）
- 見習神仙精靈（かみさまみならい ヒミツのここたま）

### 特撮
- 仮面騎士剣（仮面ライダー剣）
- 仮面騎士FAIZ（仮面ライダー555）
- 仮面騎士龍騎（仮面ライダー龍騎）
- 仮面騎士響鬼（仮面ライダー響鬼）

### 一般映画
- 北之零年（北の零年）
- 69（69 sixty nine）
- 海貓（海猫）
- 可瑪猫（こまねこ）
- 蜂蜜幸運草（ハチミツとクローバー）
- 悪童当街（鉄コン筋クリート）
- 鬼太郎（ゲゲゲの鬼太郎）